# Pingu
 (décembre 2021).
Si vous disposez d'ouvrages ou d'articles de référence ou si vous connaissez des sites web de qualité traitant du thème abordé ici, merci de compléter l'article en donnant les références utiles à sa vérifiabilité et en les liant à la section « Notes et références ».
Pingu est une série télévisée d'animation en volume en 156 épisodes de cinq minutes. Créée par Otmar Gutmann et Erika Brueggemann, et fruit d'une collaboration helvético-britannique, elle est diffusée entre le 7 mars 1990 et le 3 mars 2006 sur BBC Two jusqu'en 2011, puis sur CBeebies au Royaume-Uni et sur Schweizer Fernsehen en Suisse.
En France, elle a été diffusée à partir du 18 mai 1990 sur TF1, comme Club Dorothée, Avant l'école et À tout Spip, et plus tard du 12 septembre 1994 au 26 juin 2005 sur France 3 dans l'émission Bonjour Babar, Le réveil des Babalous, Les Zamikeums, Les Minikeums, France Truc puis plus tard, une nouvelle version apparut sur France 5 dans Debout Les Zouzous du 12 avril au 30 novembre 2008 puis dans Zouzous du 26 janvier au 20 mars 2012. Au Canada francophone, le titre apparaît dans les télé-horaires à partir de janvier 1994 sur TFO/TVOntario.
Une nouvelle série d'animation est sortie le 7 octobre 2017 au Japon par le studio Polygon Pictures sous le titre « Pingu in the City » (litt. « Pingu à la ville »).
Au Québec, la série est diffusée à partir du 7 mars 1990 à la Télévision de Radio-Canada[réf. nécessaire].

## Synopsis
Cette série met en scène une famille de manchots vivant dans un igloo en Antarctique.
Le personnage principal est le fils aîné, Pingu, même si certains épisodes fonctionnent avec d'autres personnages secondaires, notamment ses parents, sa sœur Pinga et son ami Robby le phoque.

## Personnages
- Pingu : c'est le personnage principal de la série à qui il arrive plein d'aventures au fil des épisodes, il est téméraire, serviable mais un brin soupe au lait.
- Pinga : sa petite sœur qui apparaît dans La Naissance de Pinga, elle se chamaille souvent avec son frère mais ils s'allient souvent pour faire des bêtises.
- Maman : la mère de Pingu est « la plus gentille des mamans manchots », elle passe son temps à s'occuper de Pingu et de Pinga.
- Papa : il est facteur, et Pingu le remplace dans l'épisode Pingu fait le facteur. Il fume la pipe.
- Grand-père : Grand-père paternel de Pingu et Pinga, il vit dans son propre igloo mais reste proche de sa famille.
- Robby : c'est un phoque farceur et acrobate, meilleur ami de Pingu. Il fait sa première apparition dans Pingu va pêcher.
- Pingo : un ami de Pingu, il joue souvent avec lui au ballon.
- Ping : un autre ami de Pingu, il l'accompagne souvent lorsqu'ils vont jouer.
- Pink : le quatrième ami de Pingu, il l'accompagne souvent quand ils vont faire de la luge ou jouer au ballon.
- Pingi : c'est la petite amie de Pingu, ils s'aiment réciproquement. Elle attire tous les garçons.
- Le professeur Pingalo : c'est le maître d'école de Pingu. Il apparait dans Pingu à l'école.
- La mouette : sa toute première apparition est dans Pingu et la mouette. C'est une mouette qui est très coquine et elle adore faire caca sur Pingu. Elle apparaît dans Pingu et les étrangers où elle rapportait des poissons aux étrangers (seulement s'ils sifflent dans leur flûte-conque fétiche) et aussi dans Pingu essaie de voler où elle intervient pour aider Pingu à remettre les pieds sur terre après avoir été attaché à des ballons.
- Bajoo : un abominable homme des neiges, ami de Pingu qui apparaît dans la saison 6. Au début, il est considéré comme un monstre très féroce mais à la fin, les manchots n'ont plus peur de lui (y compris Pingu, Pinga, Robby et Pingo). Il est reconnaissable grâce à sa fourrure épaisse et son écharpe violette.

Ancien logo de la série.

## Personnages épisodiques
- Les hockeyeurs sont les personnages secondaires de l'épisode Hockey sur glace, ils sont au nombre de trois. (On peut facilement les différencier, l'un d'eux a un masque jaune, un autre qui ressemble à Pingo et un autre qui ressemble à Ping). Ils ne font que tricher pour triompher de Pingu, Robby et Pink. Mais à la fin de l'épisode, ils renoncent au hockey et font maintenant de la danse sur glace.

- Le manchot fou est un manchot en salopette qui apparaît seulement dans Pingu fait le facteur. Il habite dans une maison où il faut monter des escaliers pour atteindre la porte. Il apparaît dans un autre épisode nommé Le cirque de Pingu, mais il a déjà perdu sa salopette. Il garde néanmoins ses trois petites mèches.

- Les manchots verts apparaissent uniquement dans Un mariage avec Pingu et ce sont des manchots presque comme les autres :
  - Pingu (vert) est un ami de Pingu qui apparaît dans Un mariage avec Pingu. Il n’est pas noir, comme le sont tous les autres manchots de l’Antarctique. Lui et sa famille sont verts. Mais il a quand même la même personnalité (il effectue une danse fétiche équivalente au noot noot de pingu), caractères et famille que Pingu. Comme le manchot fou, il a trois petites mèches. Il avait aussi une drôle de voix très aigüe. À la fin de l'épisode, Pingu part avec le manchot vert sur sa luge, ils sont donc devenus amis.
  - Pinga (verte) est une Pinga verte. Elle est d'abord sur la forme d'un œuf mis dans un berceau.
  - Papa (vert) est une copie du père de Pingu, mais en vert. Cependant il semble plus jeune et à une mèche. Comme le père de Pingu, il a un scooter des neiges sauf qu'il est en rouge alors que l'autre est jaune et bleu. Il arrive en retard à la cérémonie du mariage.

- L'aspirateur est un nouveau personnage apparaissant dans Un mariage avec Pingu. Les parents essaient de faire un cadeau à la mariée en lui offrant un aspirateur multifonction (il peut voler, balayer et aspirer). Mais quand le maire essaie de le mettre en marche, la machine abimée par Pingu devient démoniaque (elle poursuit les invités avec un balai à poussière) ! Heureusement sa tête se détache lorsqu'elle retombe au sol après avoir effectué un vol interrompu, ce qui permet au Pingu vert de le réparer.

- Le morse géant apparaît dans les rêves de Pingu alors que Pingu semble s'être lié d'amitié avec son lit marchant. Au début, il ne fait que les épier mais il ne tarde pas à les enfermer dans une cloche de neige (anciennement l'igloo de la famille de Pingu) puis de s'amuser à utiliser Pingu comme d'un jouet en l'étirant dans tous les sens avant de le relâcher, et de manger la couverture et le matelas du lit qui se trouvera nu. Pingu, paniqué s'enfuira avec son compagnon et dans la précipitation, tombe dans un ravin, se réveillant enfin pour réaliser que ceci n'était qu'un mauvais rêve.

- Le maire apparaît dans Un mariage avec Pingu. Il est reconnaissable à sa moustache tombante et son haut de forme.

## Épisodes

### Première saison (1990)
1. Bonjour Pingu
2. Pingu aide à couver
3. La naissance de Pinga
4. Pingu va pêcher
5. Pingu fait le facteur
6. Pingu est jaloux
7. La Bataille de boules de neige
8. Pinga a disparu
9. Pingu joue au tennis
10. La Course au tonneau
11. Hockey sur glace
12. Pingu et Pinga ne veulent pas aller au lit
13. Pingu va skier
14. Pingu fugue
15. Pingu construit son igloo
16. La Leçon de musique
17. La Grotte de glace
18. La Luge de Pingu
19. Les Toilettes
20. Pingu à l'école
21. Le grand-père de Pingu est malade
22. Le Cirque de Pingu
23. Pingu et l'orgue
24. Pingu et ses amis font trop de bruit
25. Pingu et Pinga à la maison
26. Le Rêve de Pingu

### Deuxième saison (1991-1994)
1. Pingu et le Médecin
2. Pingu a une admiratrice
3. Pingu et la Mouette
4. Pingu va faire du surf
5. Le premier baiser de Pingu
6. Le jeu de la Pierre
7. Pingu fête Noël
8. Pingu et les Glaçons
9. Pingu le Chef
10. Pingu va chez sa tante
11. Pingu le photographe
12. Le Nouveau Cerf-volant
13. Pingu et l'emballage
14. Pingu l'apprenti magicien
15. L'anniversaire de Pingu
16. Pingu à la foire
17. Pingu le babysitter
18. Pingu n'aime pas perdre
19. Le jeu du poisson
20. Le Vélo de Pingu
21. Visite à l'hôpital
22. Pingu et l'excursion
23. Pingu au jardin d'enfant
24. Pingu et les Étrangers
25. Pingu aide sa mère
26. Pingu construit un bonhomme de neige

### Troisième saison (1995-1996)
1. Pingu et le ski de fond : Pingu fait une course de ski de fond avec Pingo. Mais qui gagne?
2. Pingu au musée : Pingu et Robby visitent le musée mais ils s'amusent comme des fous !
3. Grand-père vient rendre visite
4. La Longue Journée de Pingu
5. Pingu fait semblant d'être malade : Pingu faisait semblant d'être malade pour ne pas aller à l'école.
6. Pingu le peintre : Pingu décide de faire de la peinture, mais pour dessiner Robby, c'est pas facile quand il bouge...
7. La blague de Pingu : Pingu et Pingo embêtent un manchot pour que Pingo ait plus de cookies.
8. Pingu et la maman oiseau : Une maman oiseau profite de l'absence de Pingu pour voler ses poissons pour nourrir ses petits.
9. Pingu se dispute avec sa maman : Pingu veut jouer au basket avec Pingo, mais sa mère n'est pas d'accord: il a du bois à couper
10. Pingu et le message dans la bouteille : Pingu et Pingo trouvent une bouteille qui contient une...carte au trésor !
11. Pingu a une idée : Pingu essaie d'actionner le tourne-disque en faisant de l'électricité statique (qui ne marche pas trop)
12. Pingu et le vase cassé : En se disputant avec Pinga, Pingu casse accidentellement le vase de maman
13. L'avion de papier : Pingo fait punir Pingu par Pingalo en faisant un avion de papier. Pingu décide de se venger.
14. Pingu prend sa revanche : Pingu fait sa revanche sur Ping en sciant le pont qui mène à sa maison, mais en tombant dans l'eau, il se retrouve givré !
15. Pingu fait une erreur
16. Pingu et le jouet : Pingo a un nouveau camion de pompier. Cela n'intéresse pas Pingu qui le casse en lui donnant un coup de pied !
17. Pingu le super-héros : Pingu décide de devenir "SuperPingu". Mais au lieu de jouer dehors, il joue dans la maison...
18. Le concours de pêche
19. Pingu et la Lettre : Pingu a trouvé une lettre sur la table du salon. Il voulait le cacher mais...
20. Pingu se sent abandonné
21. Pingu gagne le premier prix : Pingu vient de gagner à la loterie, le premier prix est une... caisse pleine de poissons !
22. Pingu et le Fantôme : Pingu effraie Pinga en se déguisant en fantôme. Mais il se fait vite démasquer.
23. Pingu et la carte postale : Pingu reçoit une carte postale d'une correspondante de Tahiti.
24. La Découverte de Pingu
25. Pingu vole
26. Pingu et le ballon perdu : Pingu jouait au patin à glace avec ses copains sans se rendre compte du ballon qui disparaît.

### Hors saison (1997)
1. Un mariage avec Pingu - 25 minutes

### Quatrième saison (1998-2000)
1. L'Inconvénient de Pingu
2. Pingu refuse d'aider
3. Pingu le montagnard : Pingu essaie d'arriver au sommet d'une montagne comme sur la photo de son père et de son grand-père.
4. Pingu et le gros poisson
5. Le Spectacle de Pingu
6. Pingu efface la neige
7. Le Dimanche de Pingu
8. Pingu l'archer
9. L'avertissement de Pingu
10. Les Aimants : Pingu fait une pétanque avec Pingo, mais en déterrant un aimant, Pingo remarque que Pingu avait triché.
11. Pingu veut aider
12. Pingu au paradis : En jouant à cache-cache avec Pinga, Pingu s'aperçut que son coffre dans lequel il se cache bouge, il est au paradis !
13. La dangereuse blague de Pingu : Pingu fait des blagues jusqu'à l'une d'elles écrase le sandwich au thon de son grand-père !
14. Pingu le pilote : Pingu fait une version géante de son avion après d'avoir renversé le pot-au-feu de Maman
15. Pingu et Pinga se disputent : Pingu a mis le lapin de Pinga dans le bras de son bonhomme de neige qui est trop haut pour une petite Pinga. Gare aux disputes !
16. Les rêves de Pingu
17. Pingu est curieux : Le jour de son anniversaire, Pingu aperçoit un gros cadeau. Il se demande ce que c'est...
18. La fête de Pingu
19. Pingu construit une tour : Pingu, Pinga et Robby décident de faire une tour comme sur un livre.
20. Pingu le Roi : Pingu décide de jouer au roi avec Pinga, mais Pingo et Ping sont trop jaloux: ils veulent être les rois à la place de Pingu
21. Pingu the Baker : Pingu veut faire un gros gros gâteau comme le pâtissier. Mais il aura une bonne surprise après d'avoir mis trop de farine.
22. Pingu et la Poupée
23. Pingu perd un pari
24. Pingu et sa tasse
25. Pingu passe une mauvaise journée
26. Pingu aide son grand père

### Cinquième saison (2003-2004)
1. Pingu construit un trampoline
2. Pingu répare un tabouret
3. Pingu creuse un trou
4. La Carte de Saint-Valentin
5. Pingu essaie de voler : Pingu décide de voler comme la mouette
6. Pingu et Pinga dans le vent : Pingu et Pinga essaient d'attraper trois draps sales qui se sont emportés par le vent.
7. Le Lapin perdu : Après d'avoir lancé le lapin de Pinga a la fenêtre, Pingu voulait le retrouver mais le chemin est gorgé d'obstacles.
8. Pingu et la Lune
9. Pinga somnanbule
10. Pingu le snowboarder : Pingu fait du snowboard avec Pingi et Robby, mais il rate une figure et se fait mal aux fesses.
11. Pinga a le hoquet
12. Tel Papa tel Pingu
13. Le Concours de sculpture
14. Le Ballon de Pinga : Pingu et Papa essaient de trouver un moyen de gonfler le ballon de Pinga avant qu'elle pleure.
15. La Machine à tricoter
16. Pingu veut épater son ami
17. Pingu s'est perdu
18. Pingu et Pinga font du camping
19. Pingu est sale
20. Pingu et Pinga font de la musique
21. La Boule de neige
22. Pingu et les autocollants
23. Pingu et la Sonnette : En cassant la sonnette de la maison, Pingu la remplace par une sonnette qui fait beaucoup trop de bruit.
24. La Partie de cache-cache
25. Pingu et Pinga font des crêpes
26. Les Ombres chinoises

### Sixième saison (2005-2006)
1. Pingu fait de la luge
2. Pingu et le Tuyau
3. Pingu fait de la poterie
4. Pingu pollue
5. Le Nouveau Chapeau de maman
6. Pauvre Pingu
7. Pinga dans la boîte
8. Le Cadeau de Pingu
9. Pingu et le magasin de jouet
10. Pingu et le papier mâché
11. Pingu a trop mangé
12. Pingu et les Bonbons
13. Pingu et les Animaux
14. Pingu veut être beau
15. Le Nouveau Jeu de Pingu
16. Les Skis de Pingu
17. La Flûte de Pingu
18. Pingu danse
19. Pingu et l'Igloo
20. Pingu et l'Avion
21. Pingu s'est battu
22. Le Bracelet de Pingu
23. Le Nouveau Scooter de Pingu
24. Pingu et la Peinture
25. Pingu à la piscine
26. Pingu et l'abominable bonhomme de neige

## Commentaires
- À l'origine, 104 épisodes de cinq minutes ont été réalisés, à partir de 1990. Les épisodes ont été écrits par Silvio Mazzola et dirigés par Otmar Gutmann, les personnages et décors furent réalisés en argile, à Trickfilmstudio en Suisse.

- Une des raisons du succès de Pingu fut ses dialogues incompréhensibles. Tout dialogue était dans un « langage manchot » (appelé Penguinese) effectué — sans script — par Carlo Bonomi similaire à La Linea (également baptisée par Bonomi). L'exportation vers d'autres pays a donc été facilitée parce que les chaînes nationales n'avaient pas à doubler les dialogues.

- En 1993, David Hasselhoff a publié (en Suisse uniquement) le single Pingu Dance, une chanson rap fondée sur le Pingu shorts et disposant d'échantillons de Penguinese. Une partie de cette chanson est utilisée comme thème de Pingu dans la télévision américaine.

- Un épisode de 25 minutes (Un mariage avec Pingu) a été produit en 1997, qui a introduit une famille de manchots verts et un aspirateur détraqué devenu fou.

- En 2001, HIT Entertainment a acheté les droits de la série (y compris les 105 épisodes originaux) pour le Royaume-Uni, pour 15,9 millions de livres sterling et a produit 52 nouveaux épisodes, créés à Hot Animation, et de la première émission en 2004. De nouvelles voix ont été utilisées entre autres Marcello Magni et David Sant pour Bonomi, qui était basé en Italie et ne pouvait parler anglais, qui a été jugé trop irréaliste. Magni et Sant, italien et espagnol, étaient des acteurs.

- En 2006, Pingu a été présenté dans une vidéo musicale pour le premier single de 7-11, Eskimo Disco.

## Produits dérivés

### DVD
- Pingu et sa famille (8 juin 2004) (ASIN B00008LOB1)
- Pingu le sportif (8 juin 2004) (ASIN B00008LOB2)
- Pingu fait la fête (8 juin 2004) (ASIN B00008LOB3)
- Pingu sent le poisson (5 juillet 2006) (ASIN B00120SA1I)
- Pingu fait des bonds (5 octobre 2005) (ASIN B00120SA0Y)

### Jeux vidéo
- Pingu : Sekai de Ichiban Genki na Penguin sur Game Boy (Japon uniquement)
- Pingu : Le CD-ROM des petits pingouins (Hachette Multimédia)[6]
- Fun! Fun! Pingu sur Playstation en 1999 (Sony Music Entertainment)
- Pingu Wonderful's Carnival sur Nintendo DS (Square Enix)[7]